# 蒙大拿州單一國會選區

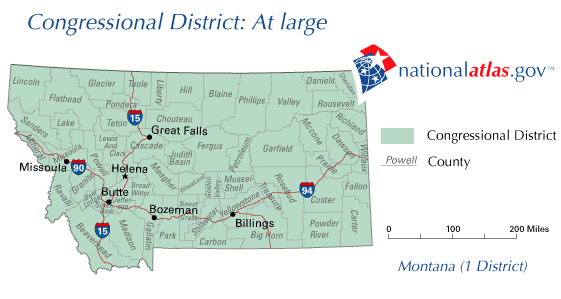
自1993年至2023年間的選區地圖

蒙大拿州單一國會選區（英語：Montana's At-large congressional district）是美國蒙大拿州一個眾議院選區，始於1889年，1913至1919年間應選兩席，此後分為兩區。该选区是美国人口最多的国会选区，拥有100多万选民。同时，该选区也是美国陆地面积仅次于阿拉斯加州單一國會選區的第二大国会选区。
目前，该选区的代表是共和党人马特·罗森代尔。在他之前的代表则是共和党人格雷格·吉安福尔特，他于2020年成功当选蒙大拿州州长。
根据2020年美國人口普查结果，从2022年中期选举开始，蒙大拿州将增加一个国会席位。因此，蒙大拿州單一國會選區将会被取消，并建立蒙大拿州第一國會選區和蒙大拿州第二國會選區。